# P/2011 VJ5 (Lemmon)
P/2011 VJ5 (Lemmon) — одна з короткоперіодичних комет родини Юпітера. Комета була відкрита 3 листопада 2011 року, коли мала 20.2m.